# United States Army Air Forces
Pour les articles homonymes, voir AAF.
Les United States Army Air Forces (en abrégé, USAAF ou AAF ; en traduction littérale : les « Forces Aériennes de l’Armée des États-Unis ») est le nom de la force aérienne des États-Unis entre 1941 et 1947. Créées le 20 juin 1941, elles succèdent à l'United States Army Air Corps (en abrégé, l’USAAC ; en traduction littérale, le « corps aérien de l'Armée des États-Unis »).
Elles laissent ensuite place à l'United States Air Force, le 18 septembre 1947. Cependant, l'US Army dispose depuis 1983 d'une aviation légère unifiée, l'United States Army Aviation Branch, qui rassemble les différents moyens aériens de l'US Army jusque là dispersés.

## Généralités
Cette évolution dans les termes utilisés pour désigner l'Armée de l'air américaine permet de constater son émancipation progressive par rapport à l'Armée de terre. En effet, au début du XXe siècle, l'aviation est une arme nouvelle, et lors de la Première Guerre mondiale, elle fait partie intégrante de l'Armée de terre américaine. Ce n'est que progressivement que l'aviation gagne ses lettres de noblesse et il faut attendre quelques années pour qu'elle soit considérée comme une armée à part entière, au même titre que l'Armée de terre ou la Marine. Cela explique en partie les changements de nom que connaît l'Armée de l'air américaine.

## Évolution des effectifs

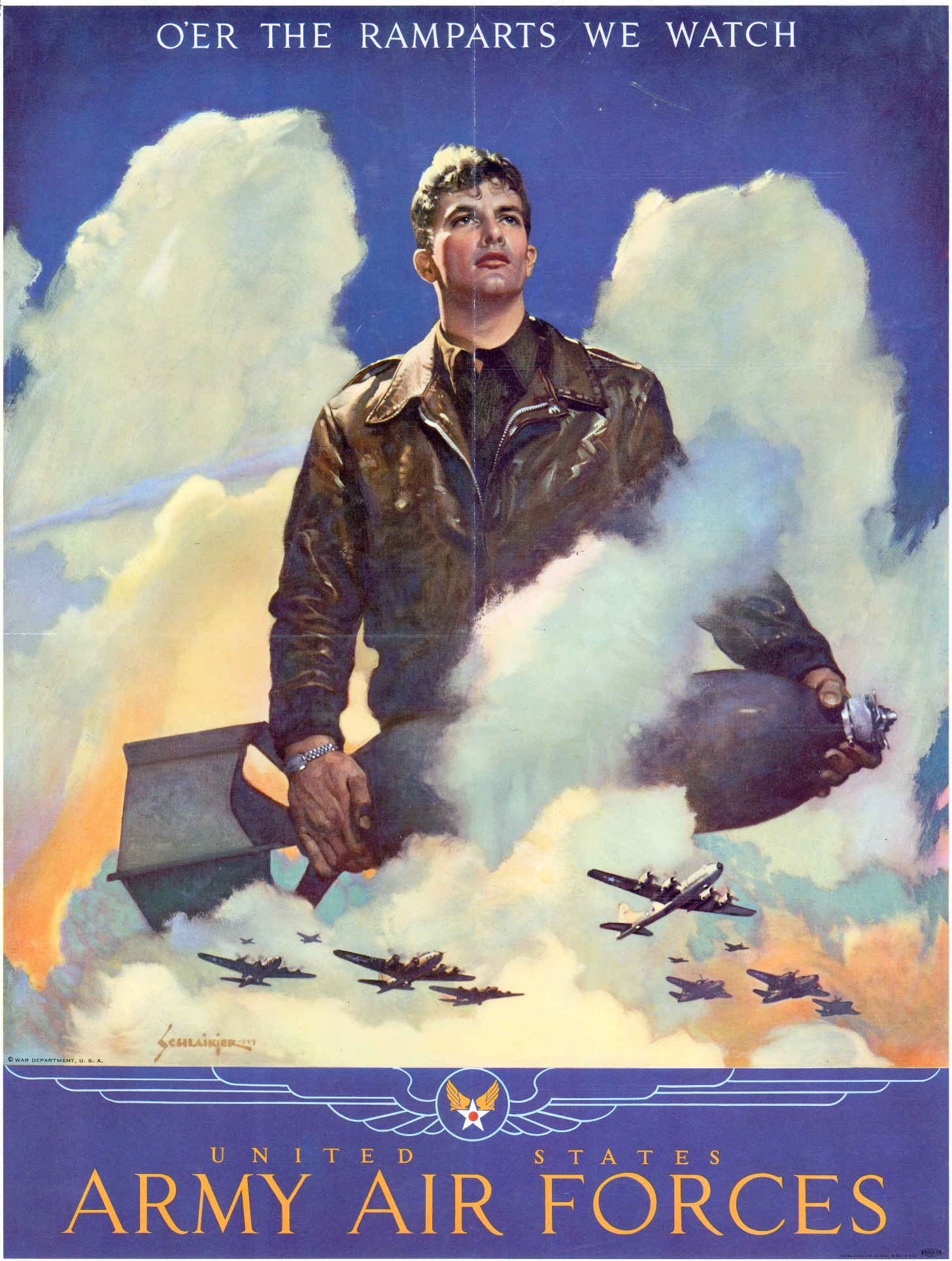
Affiche de recrutement des USAAF.

Au déclenchement de la Seconde Guerre mondiale en Europe en septembre 1939, le United States Army Air Corps comptait seulement 20 000 hommes et 2 400 avions dont 800 avions de combat de première ligne dans 76 bases aériennes, incluant 21 installations majeures et dépôts.
Au 31 août 1945, l'USAAF utilise 63 715 avions au total, dont 41 163 de combat, soit 2 865 B-29 Superfortress, 11 065 bombardiers lourds B-17 Flying Fortress et B-24 Liberator, 5 384 bombardiers moyens B-25 Mitchell et B-26 Marauder, 3 079 bombardiers légers A-20 Havoc et A-26 Invader, 16 799 chasseurs-bombardiers P-38 Lightning, P-39 Airacobra, P-40 Warhawk, P-47 Thunderbolt, P-51 Mustang et P-61 Black Widow, 1 971 avions de reconnaissance et d'observation.
L'effectif est de 2,25 millions d'hommes et de femmes, dont 368 000 officiers et sous-officiers (pilotes, copilotes, navigateurs) et 1,88 million d’hommes du rang (mitrailleurs, radio-bombardiers, mécaniciens d'aéronefs, rampants, etc.).
| Catégorie d'avions                                                    | 31 décembre 1941 | 31 décembre 1942 | 31 décembre 1943 | 31 décembre 1944 | 31 août 1945 | Date de l'effectif maximal |
| Total général                                                         | 12 297           | 33 304           | 64 232           | 72 726           | 63 715       | Juillet 1944 (79 908)      |
| Avions de combat                                                      | 4 477            | 11 607           | 27 448           | 41 961           | 41 163       | Mai 1945 (43 248)          |
| Bombardiers B-29 lourds                                               | -                | 3                | 91               | 977              | 2 865        | Août 1945 (2 865)          |
| Bombardiers lourds                                                    | 288              | 2 076            | 8 027            | 12 813           | 11 065       | Avril 1945 (12 919)        |
| Bombardiers moyens                                                    | 745              | 2 556            | 4 370            | 6 189            | 5 384        | Octobre 1944 (6 262)       |
| Bombardiers légers                                                    | 799              | 1 201            | 2 371            | 2 980            | 3 079        | Septembre 1944 (3 338)     |
| Chasseurs                                                             | 2 170            | 5 303            | 11 875           | 17 198           | 16 799       | Mai 1945 (17 725)          |
| Reconnaissance                                                        | 475              | 468              | 714              | 1 804            | 1 971        | Mai 1945 (2 009)           |
| Avions de support                                                     | 7 820            | 21 697           | 36 784           | 30 765           | 22 552       | Juillet 1944 (41 667)      |
| Transports                                                            | 254              | 1 857            | 6 466            | 10 456           | 9 561        | Décembre 1944 (10 456)     |
| Entraînements                                                         | 7 340            | 17 044           | 26 051           | 17 060           | 9 558        | Mai 1944 (27 923)          |
| Communications                                                        | 226              | 2 796            | 4 267            | 3 249            | 3 433        | Décembre 1943 (4 267)      |
| Source : Army Air Forces Statistical Digest (World War II), Table 84. |                  |                  |                  |                  |              |                            |

## Organisation

Affiche de recrutement des USAAF représentant un B-17 Flying Fortress.

### Les seize forces aériennes
- 1st USAAF (en)
- 2nd USAAF (en)
- 3rd USAAF (en)
- 4th USAAF (en)
- 5th USAAF
- 6th USAAF
- 7th USAAF
- 8th USAAF
- 9th USAAF
- 10th USAAF
- 11th USAAF
- 12th USAAF
- 13th USAAF
- 14th USAAF
- 15th USAAF
- 20th USAAF

### Autres commandements
- Air Transport Command

## Hiérarchie
- Force aérienne (Air Force)
  - Commandements administratifs : Air service command (soutien administratif), Ground Air support command (maintenance d'aéronefs), Fighter command pour les chasseurs, Bomber command pour les bombardiers. Ces deux derniers ont la hiérarchie suivante
  - Division aérienne (Air Division)
    - 3 a 5 escadres de combat (Combat Wing), unité tactique de base
      - 3 groupes (Group), unité opérationnel de base
        - 4 escadrons (squadron), de 12 appareils, répartie en 1943 en escadrilles (Flight) de 6 avions et éléments de 3 avions[3]

## Cocardes

De juin 1941 à mai 1942.
De mai 1942 à juin 1943.
De juin à septembre 1943.
De septembre 1943 à janvier 1947.
De janvier à septembre 1947.

## Théâtres d'opérations

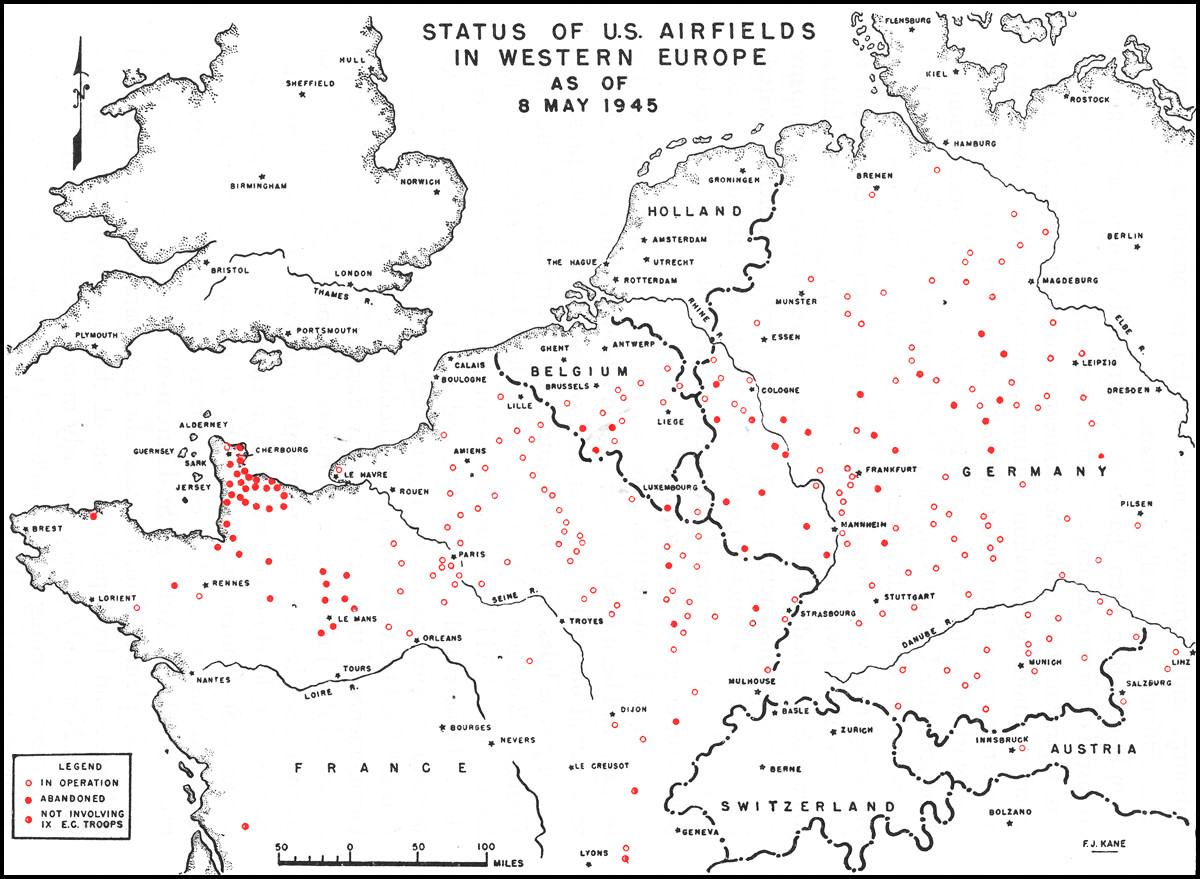
Position des aérodromes utilisés par l'USAAF en Europe de l'Ouest le 8 mai 1945.

- ETO (European Theater of Operations)
- MTO (Mediterranean Theatre of Operations)
- POA (Pacific Ocean Area)
- SOPAC (South Pacific Area)
- SWPA (South West Pacific Area)
- CBI (China Burma India Theater of Operations)
- Théâtre américain de la Seconde Guerre mondiale

## Principaux commandants
- Henry Harley Arnold : chef d'état-major de 1941 à 1946. Deviendra le seul « général de l'Air Force » en 1949.
- Carl A. Spaatz : chef d'état-major de 1946 à 1947. Premier chef d'état-major de la nouvelle US Air Force en 1947.
- James H. Doolittle : responsable du raid sur le Japon qui porta son nom en 1942. Il prendra par la suite le commandement de différentes forces aériennes (13e, 15e, 8e)
- Nathan F. Twining : commandant de différentes forces aériennes (13e, 15e et 20e) durant la guerre.
- Claire Lee Chennault : commandant la 14e force aérienne de 1943 à 1946.
- Ira C. Eaker : commandant la 8e force aérienne en 1942.
- Lewis Hyde Brereton : commandant la 9e force aérienne de 1942 à 1944.
- William E. Kepner (en) : commandant la 8e force aérienne de 1944 à 1945.
- Howard C. Davidson

## Aviateurs célèbres
- Francis Gabreski : as américain (28 victoires pendant la Seconde Guerre mondiale).
- James Stewart : acteur de cinéma, il finit la guerre comme colonel.
- Glenn Miller : tromboniste et chef d'orchestre de jazz, il disparaît le 15 décembre 1944 au-dessus de la Manche.
- John C. Meyer
- James H. Doolittle : responsable du raid sur le Japon qui porta son nom en 1942.